# Pierre Pichot (médecin)
Pierre Pichot, né dans la région de Saumur (Maine-et-Loire) vers 1520 et mort à Bordeaux (Gironde) en 1580, est un médecin français. Il est l'auteur de deux livres de description de la peste à Bordeaux et de deux livres de médecine.

## Biographie
Pierre Pichot nait près d'Angers vers 1520, descendant d'une famille de propriétaires terriens du Limousin. Il est probablement de la famille des docteurs en théologie, Jean (1549-1556) et Mathurin P. (1570-1598), qui furent curés de Saint-Michel-de-Palud à Angers.
Après avoir obtenu sa maîtrise en arts à Angers il part pour Montpellier où il est inscrit sur le registre de l'université de médecine le 2 décembre 1536 et reçu bachelier le 14 décembre. La rapidité de sa réception laisse entendre qu'il avait déjà suivi des études de médecine à Angers.
Un diplôme de médecine de l'université de Montpellier lui permet d'exercer la profession de médecin n'importe où en France. Muni du titre de docteur, Pierre Pichot s'installe à Bordeaux vers 1541. Sa candidature pour exercer la profession de médecin est acceptée par le Collège des médecins. Il exerce jusqu'à sa mort, vers 1580.
Il publie en français deux livres de description de la peste à Bordeaux, en 1546 et 1564, puis deux livres de médecine, écrits en latin, chez Simon Millanges en 1574 et 1577.
Pierre Pichot épouse Jeanne de Beaunom, veuve de Guillaume de Gaufreteau. Leur fille Jehanne épouse Pierre Fayard, conseiller du roi. La famille Pichot habite à Bordeaux, rue du Pas-Saint-Georges.

### Carrière de médecin
Peu de temps après son arrivée à Bordeaux, Pierre Pichot publie, en 1546, son premier texte, écrit en français : Régime de la Peste dans lequel il donne des conseils pour prévenir la peste qui fait des ravages à Bordeaux en 1545, 1546 et 1547.
Pierre Pichot se fait apprécier par le Collège des médecins. Il est membre du Collège en 1552 et un autre arrêt, du 2 mars 1556, confirme son élection comme médecin ordinaire de la ville.
On trouve quelques traces de sa participation aux fonctions du Collège de médecins :
- 3 mars 1554 : Il fait partie d'un jury pour examiner les compétences d'un candidat médecin (Galatheau)[5].

- 20 juin 1559 : Examen de la candidature de Dominique Reulin[Note 3]. Il y a affrontement entre le Collège des médecins et la Faculté, car Raimond de Louppes, doctus regens de la Faculté a donné ses lettres de degrés, dont le Collège représenté par Pichot et de la Taste, conteste la validité. Pichot se montre très soucieux de la qualité du recrutement des médecins de la ville. Après la mort de Louppes, Pichot devient lui-même doctus regens de la Faculté de médecins, qui fait de lui l'un des plus importants médecins de Bordeaux.

- 17 septembre 1559 : Pichot fait partie des membres du Collège pour examiner la candidature de Barth Vidal[6].

Bordeaux est régulièrement affecté d'épidémies de peste. En 1556, l'épidémie oblige à fermer le Collège de Guyenne ; les Jurats se retirent à Libourne, mais incitent les médecins à ne pas abandonner la ville et sa population.
Le 15 octobre 1573, le Parlement de Bordeaux nomme quatre médecins : Pierre Pichot, Guillaume Briet, Charles Rousseau et Étienne Maniald, pour être lecteurs (professeurs) à la Faculté de médecine, avec un salaire de 100 livres par an. Le 20 octobre, après un nouvel arrêt, Pichot et Rousseau lisent à la Faculté de médecine, Maniald aux chirurgiens et Briet aux apothicaires.
Pierre Pichot signe, la même année, l'acte d'incorporation du collège des Jésuites (Collège de la Madeleine) à l'université de Bordeaux. Ce collège devient un concurrent redoutable du Collège de Guyenne.

#### Vulgarisateur de la médecine
Pierre Pichot est l'un des premiers vulgarisateurs de la médecine en France. La langue savante pour les ouvrages médicaux et scientifique est le latin. Les deux premiers ouvrages de Pichot, sur les ravages de la peste à Bordeaux, sont écrits en français. Le choix de la langue montre un souci d'efficacité dans la diffusion de ses conseils sur un sujet qui fait des milliers de morts dans la ville. Pichot sait que ses ouvrages n’innovent pas sur le plan médical, mais il met devant un large public l'état des connaissances de son époque.
Ses collègues, Étienne Maniald et Guillaume Briet suivent la même démarche. Le premier avec la publication d'une traduction en français d'un traité sur la vérole de Guillaume Rondelet et le second avec un traité sur la peste de 1585 à Bordeaux.
Pierre Pichot et ses collègues sont parmi les responsables de l'hygiène publique. Ils sont contemporains de la première élaboration de l'hypothèse contagionniste de la cause de la peste. Tout en reconnaissant les fléaux comme envoyés par Dieu, ils évoquent aussi le climat, la famine, les guerres de religion. Cependant, Pichot n'envisage pas l'explication astrologique. Lui et ses collègues veulent en limiter la propagation par une organisation judicieuse de la cité. Les recommandations en hygiène sont un des apports principaux des médecins de la Renaissance.

## Œuvres de Pierre Pichot

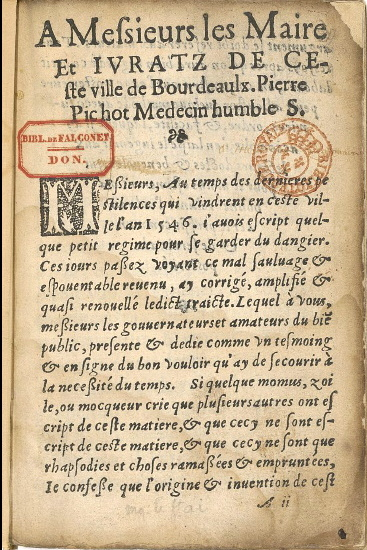
Description de la Peste
Préface - première page

- Pierre Pichot, Regime de peste pour Bourdeaux, Bordeaux, 1546

Ce texte est mentionné explicitement par Pichot dans la préface de son livre sur la peste, publié en 1564. Malheureusement aucun exemplaire n'est connu. L'ouvrage a été probablement publié anonymement.
- Pierre Pichot, Description de la peste à Bordeaux (1564), Bordeaux, Veuve Morpain, 1564, 73 p. (disponible sur Internet Archive). Le seul exemplaire connu de ce livre est dépourvu de la page titre[12].

Pichot commence par une description des causes possibles de la peste : les miasmes de l'air. Il écarte la cause astrologique.
Le deuxième chapitre est consacré aux moyens de prévention de la contagion.
Il décrit les signes cliniques chez le malade et comment il les traite.
Les précautions d'hygiène à faire par le malade, sa famille et le voisinage sont décrites en détail.
L'opuscule se termine avec un épigraphe écrit par Antoine Vilat.
- Pierre Pichot, Melancholia morbo, publié avant 1574.

Ce livre est introuvable. Pichot y fait référence à plusieurs reprises dans De animorum natura..., qui montre son intérêt pour les maladies qui lient l'âme et le corps.
- Pierre Pichot, De animorum natura, morbis, vitiis, noxis, horumque curatione, ac medela, ratione medica ac philosophica. Auctore Petro Pichoto Andegavo medico Burdigalensi, Bordeaux, Simon Millanges, 1574, 138 p. (lire en ligne) (Bibliothèque municipale de Bordeaux).

| - Page titre Animorum etc. signé par Michel de Montaigne (1574) - Page de titre De Rheumatismo etc. (1577) |

Un exemplaire de cet ouvrage se trouvait dans la bibliothèque de Michel de Montaigne. La page de titre porte sa signature. Ce livre est actuellement conservé à la Bibliothèque Nationale de France.
L'ouvrage est un cours d'hygiène mentale. Le Traité débute par des considérations sur « la nature de l'âme ». Pichot précise qu'il ne distingue pas entre animus et anima et il a pour thème principal les maladies de l'âme, leurs symptômes et les soins qu'elles nécessitent. Pichot confronte les apports de la philosophie et de la médecine.
- Pierre Pichot, De rheumatismo, catharrho variisque a cerebro destillationibus, et horum curatione libellus. Auctore, Petro Pichoto Andegavo, medico Burdigalensi, Bordeaux, Simon Millanges, 1577, 248 p. (lire en ligne) (Bibliothèque municipale de Bordeaux).

Ce livre, qui se veut le symétrique du précédent, traite des fluxions, écoulements et troubles de la respiration. La dette envers la tradition n'est pas niée, mais Pichot prétend apporter « un ordre lumineux » avec exemples et observations de sa pratique.